# فيكتور فيريرا
فيكتور فيريرا (بالهولندية: Victor Ferreira)‏ (10 يوليو 1986 - ) هو لاعب كرة سلة هولندي في مركز هجوم صغير الجسم. لعب مع Feyenoord Basketball ‏.

## وصلات خارجية
- فيكتور فيريرا على موقع كرة السلة الأوروبية.كوم (الإنجليزية)
- فيكتور فيريرا على موقع بروبوليرز (الإنجليزية)